# غزالة الخيس
قرية غزالة الخيس هي إحدى القرى التابعة لمركز الزقازيق في محافظة الشرقية في جمهورية مصر العربية. حسب إحصاءات سنة 2006، بلغ إجمالي السكان في غزالة الخيس 10062 نسمة، منهم 5202 رجل و4860 امرأة.

## التاريخ
قرية غزالة الخيس من القرى القديمة، حيث وردت باسم «غزالة» في أعمال الشرقية ضمن قرى الروك الصلاحي التي أحصاها ابن مماتي في كتاب قوانين الدواوين. كما وردت باسم غزالة الخيس في أعمال الشرقية ضمن قرى الروك الناصري التي أحصاها ابن الجيعان في كتاب «التحفة السنية بأسماء البلاد المصرية». وفي العصر العثماني وردت في التربيع العثماني الذي أجراه الوالي العثماني سليمان باشا الخادم في عصر السلطان العثماني سليمان القانوني ضمن قرى ولاية الشرقية، وفي تاريخ 1228هـ/1813م الذي عدّ قرى مصر بعد المسح الذي قام به محمد علي باشا باسم «غزالة الخيس» ضمن قرى مديرية الشرقية.